# Chirlakoppa, Badami
Chirlakoppa là một làng thuộc tehsil Badami, huyện Bagalkot, bang Karnataka, Ấn Độ.